# 久米龍太

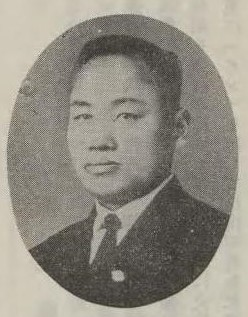
久米龍太

久米 龍太（1884年（明治17年） - 没年不明）は、日本の発明家。
徳島県出身。大阪砲兵工廠に奉職し、勤務の余暇にジュラルミンを研究した。大阪工廠を辞して合資会社三共鐵工所を設立し、蓄音器用二連モーターを完成させて製作に着手した。1924年（大正13年）に三共鐵工所を解散し、個人経営として三共蓄音器製作所を創設した。

## 特許・実用新案
- 実用新案第101921号 第107829号 第111354号 第111577号 第117349号 第136328号 第139097号 第158644号 第169701号 第170401号 蓄音器及附属品